# 胜阳港街道
胜阳港街道，是中华人民共和国湖北省黃石市黄石港区下辖的一个乡镇级行政单位。

## 行政区划
胜阳港街道下辖以下地区：
永安里社区、湖滨路社区、文化宫社区、胜阳港社区、天桥社区、颐阳路社区、钟楼社区、劳动路社区和南京路社区。